# Anton von Henle
Franz Anton Henle, après 1901  von Henle, né le 22 mai 1851 à Weißenhorn et mort le 11 octobre 1927 à Ratisbonne, est un prélat allemand qui est évêque de Passau de 1901 à 1906, puis évêque de Ratisbonne de 1906 à sa mort en 1927.

## Biographie
Il est le fils d'un aubergiste de Weißenhorn en Souabe. Il fréquente le Gymnasium de Dillingen et en 1873 il reçoit l'ordination sacerdotale ; il est alors pendant quatre ans aumônier, puis préfet du petit séminaire de Dillingen. En 1884, il reçoit son diplôme de docteur en théologie de l'université de Munich, où il passe également sa thèse d'habilitation sur l' Épître aux Colossiens en 1887. Il travaille ensuite comme Privatdozent à l'université de Munich où il enseigne l'hébreu. Son commentaire sur l' Épître aux Éphésiens est publié en 1890.
Le prince-régent Léopold le nomme en 1890 chanoine du chapitre de la cathédrale d'Augsbourg, dans son diocèse natal. Son évêque Mgr von Hötzl le choisit en 1895 comme vicaire général.

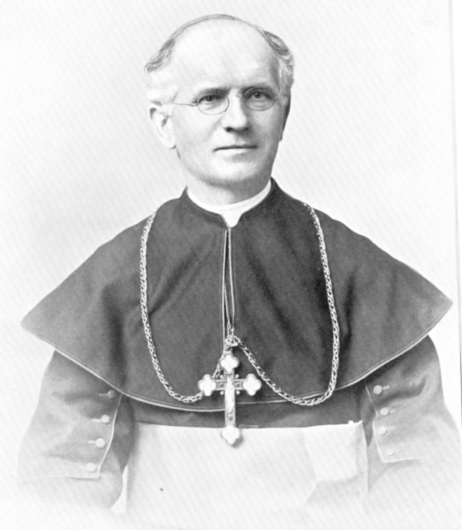
Anton von Henle

Le lendemain de la mort de l'évêque de Passau, Mgr von Rampf (de), il est nommé par le prince-régent pour lui succéder. Le pape Léon XIII confirme cette nomination le 15 avril 1901. Il est consacré le 16 juin suivant par l'archevêque de Munich, Mgr von Stein; Les co-consécrateurs sont l'évêque d'Augsbourg, Mgr von Hötzl, et l'évêque de Wurtzbourg, Mgr von Schlör. Il reconstruit le séminaire, prend part à la refondation de l'abbaye bénédictine de Schweiklberg. Il succède en 1906 à Mgr von Senestrey qui était demeuré presque un demi-siècle au siège de Ratisbonne. Cette nomination est confirmée le 5 décembre 1906 par saint Pie X. Mgr von Henle y vit la Première Guerre mondiale, l'écroulement de la monarchie bavaroise et de l'Empire allemand, la crise économique de l'après-guerre, l'hyperinflation et le début de l'Allemagne de la République de Weimar, avec le bouleversement des valeurs. Dès 1921, il s'attaque aux projets d'un synode diocésain, mais en reporte le début pour attendre la conclusion du nouveau concordat bavarois en 1924. L'évêque s'inquiète de la situation financière difficile des séminaires et des établissements d'enseignement catholiques et doit faire appel massivement aux dons. Toutes les associations Caritas sont regroupées en une seule association diocésaine Caritas, pour faire face à l'immense montée de la pauvreté. Il réhabilite la pensée de Johann Michael Sailer à laquelle Mgr Senestrey s'était constamment opposé. Il meurt soudainement d'une crise cardiaque. À sa mort, le diocèse comptait près de 1 400 prêtres diocésains (hors religieux), pour 929 000 âmes. Il est enterré à la cathédrale de Ratisbonne.

## Distinctions
- 1926: Médaille d'or de citoyen d'honneur de Ratisbonne
- 1er novembre 1901: chevalier de l'ordre du Mérite de la couronne de Bavière, il reçoit donc la noblesse personnelle avec la particule « von ».